# Розмарі Дженкінсон
Розмарі Дженкінсон (англ. Rosemary Jenkinson) — ірландська письменниця, драматургиня. Лавреатка низки нагород, зокрема Стюарта Паркера та Ради мистецтв Північної Ірландії.

## Біографія

### Освіта і трудова діяльність
Народилася 7 вересня 1967 року у Белфасті. 1986 року вступила до Даремського університету, де вивчала середньовічну літературу. По закінченню навчання тривалий час вчителювала, викладаючи англійську мову у Франції, Греції, Чехії та Польщі. 2002 року повернулася до Белфаста.
Надалі працювала сценаристкою у Національній театральній студії у Лондоні (2010), художницею в Ліричному театрі Белфаста (2017).

### Літературна діяльність
Вперше вірші Дженкінсон вийшли друком 2002 року у збірці «Путівник до Белфаста для самотніх поетів».
2004 року опублікували першу збірку оповідань «Сучасні проблеми № 53&54».
З часом були видані книги: «Вогонь» (п'єса, 2006), «Поцілунок Афродіти» (збірка оповідань, 2016), «Хлопчик-католик» (збірка оповідань, 2018), «Похідний сезон» (збірка оповідань, 2022), «Кохання у час хаосу» (збірка оповідань, 2024).

## Громадська позиція
Відома підтримкою України. У роки російської агресії неодноразово відвідувала українські міста: Київ, Запоріжжя, Нікополь, Краматорськ. Враження від подорожі втілила в есе «A boring night in Zaporizhia. Hope and struggle in a city with no time for fatigue», в якому зазначила: «…під час поїздок вважаю себе солдаткою інформаційної війни та маю розповісти правду такою, як я її бачу».

## Сприйняття творчості
Виданням «Айріш Таймс» схарактеризована як авторка, чиї «…твори демонструють блискучу сардонічну дотепність, і яскраво виражений белфастський гумор».

## Нагороди
- Нагорода Стюарта Паркера за п'єсу «Багаття», 2006[12];
- Нагорода «Значний артист» Ради мистецтв Північної Ірландії, 2018[13].